# Quimbanda

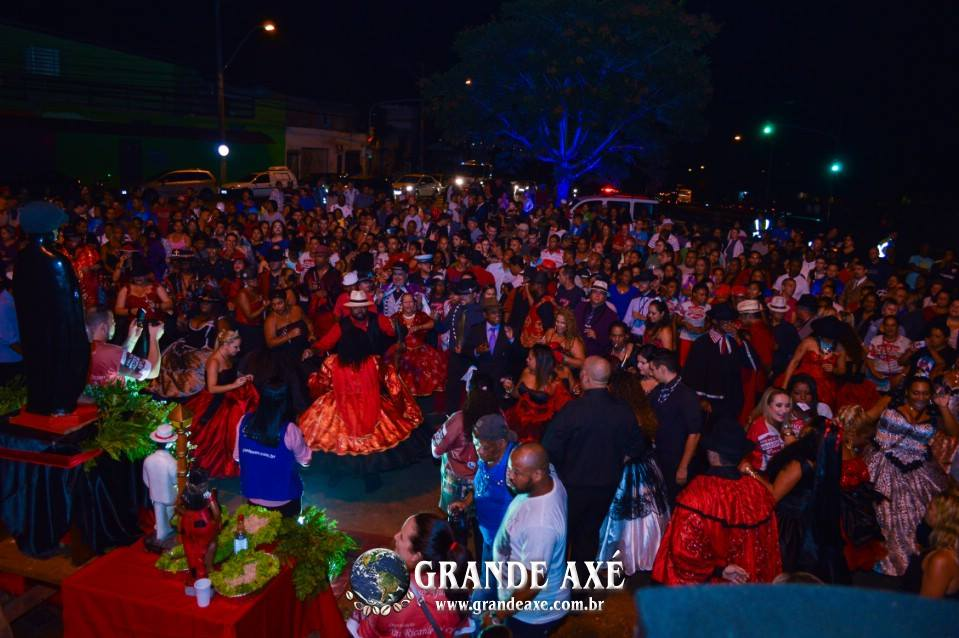
Wielki rytuał Quimbanda w Porto Alegre (Brazylia)

Quimbanda (inna nazwa: macumba) – religia afroamerykańska z Brazylii, uznawana czasem za odmianę umbandy. Nazwa pochodzi z języka kimbundu z Angoli i oznacza uzdrowiciela lub wróżbitę.

## Pochodzenie
Quimbanda jest jedną z synkretycznych religii afroamerykańskich, powstała w środowisku niewolników przywiezionych w XVI-XIX wieku głównie z terenu Angoli do wschodnich stanów Brazylii: Rio de Janeiro, Minas Gerais, Maranhão i Pernambuco. Uległa znacznie większym wpływom europejskim, niż inne religie afroamerykańskie: teologii katolickiej i w XIX w. spirytyzmowi. Inną cechą charakterystyczną jest obecność licznych lokalnych wierzeń indiańskich. W XX w. zaczęła zdobywać wielu wiernych wśród osób pochodzenia europejskiego ze społecznej warstwy średniej, a także akcentować swoją odmienność i niezależność od umbandy. 
Quimbanda jest oficjalnie uznaną religią w Brazylii, ale ostatnio stała się obiektem ataków głównie ze strony wiernych konkurencyjnych sekt protestanckich, którzy rozpętali agresywną kampanię przeciwko "pogańskim" wyznawcom religii afroamerykańskich.

## Doktryna i rytuały
W odróżnieniu od umbandy, quimbanda głosi monoteizm na wzór chrześcijański, jednak Bóg nie ma żadnej znaczącej roli w kulcie. Większe znaczenie mają pośrednicy między Bogiem i ludźmi - duchy zmarłych i inne istoty duchowe, zwane Exus i Pomba Giras. Te duchy są przywoływane podczas rytuałów przez kapłana - medium (zwanego gira), aby służyły wiernym radą i pomocą w różnych problemach życiowych. Duchy pomagają także we wróżbach oraz wytwarzaniu amuletów i napojów magicznych. Gira ubierają się przeważnie w kolory czerwony i czarny, w odróżnieniu od ubranych na biało kapłanów umbandy.